# Цвинтар П'єр-Греньє
Цвинтар П'єр-Греньє (фр. Cimetière Pierre-Grenier) — кладовище, розташоване на авеню П'єр-Греньє в Булонь-Бійанкур в департаменті О-де-Сен.
На кладовищі П'єр-Греньє висаджено п'ять сотен дерев, у тому числі чотириста тридцять п'ять платанів, на площі сім гектарів.
Цвинтар, який також називають «новим кладовищем Булоні», був відкритий у 1889 році, через переповнення Західного цвинтаря.
Коли його відкрили, його глузливо прозвали «водним кладовищем» через затоплення сусідньої Сени.

## Відомі особистості, які поховані на кладовищі
- Ерте (1892—1990) — художник
- Мішель Девіль (1931—2023) — кінорежисер
- Поль Ландовський (1875—1961) — скульптор